# Daniel Staniszewski
Daniel Staniszewski (Ciechanów, 5 de maio de 1997) é um desportista polaco que compete no ciclismo nas modalidades de pista e rota.
Ganhou uma medalha de bronze no Campeonato Europeu de Ciclismo em Pista de 2017, na carreira de madison. Nos Jogos Europeus de 2019 obteve uma medalha de bronze na prova de ómnium.

## Medalheiro internacional
| Jogos Europeus     | Jogos Europeus        | Jogos Europeus    | Jogos Europeus |
| Ano                | Lugar                 | Medalha           | Competição     |
| ------------------ | --------------------- | ----------------- | -------------- |
| 2019               | Minsk ( Bielorrússia) | Medalha de bronze | Omnium         |
| Campeonato Europeu |                       |                   |                |
| Ano                | Lugar                 | Medalha           | Competição     |
| 2017               | Berlim ( Alemanha)    | Medalha de bronze | Madison        |